# John Dierkes
John Dierkes (* 10. Februar 1905 in Cincinnati, Ohio; † 8. Januar 1975 in Los Angeles, Kalifornien) war ein US-amerikanischer Schauspieler.

## Leben
Dierkes studierte Wirtschaftswissenschaft an der Brown University und der University of Chicago und arbeitete nach seinem Abschluss für das Außenministerium der Vereinigten Staaten. 1941 trat er dem Roten Kreuz bei und wurde im Zweiten Weltkrieg in Großbritannien eingesetzt. Dort traf er erstmals auf John Huston, der ihm eine Karriere als Schauspieler nahelegte. Dierkes zog es nach Kriegsende jedoch vor, weiter in seinem erlernten Beruf zu arbeiten und nahm eine Anstellung beim Finanzministerium der Vereinigten Staaten an. 1946 entsendete ihn die Behörde nach Hollywood, um dort als technischer Berater für den Film noir Opium zu arbeiten.
Am Set wurde er zur Teilnahme an einem Vorsprechen zu Orson Welles’ Filmadaption von Macbeth überredet. Dierkes erhielt die Rolle des Ross an der Seite von Welles und Roddy McDowall und gab seinen Beruf zugunsten der Schauspielerei auf. 1951 spielte er in John Hustons Kriegsfilm Die rote Tapferkeitsmedaille. Zwei Jahre später stellte er im mit dem Oscar ausgezeichneten Western Mein großer Freund Shane die Rolle des Morgan Ryker dar. 1954 war er neben Charlton Heston im Abenteuerfilm Wenn die Marabunta droht zu sehen. Ab Anfang der 1950er Jahre hatte er auch Gastrollen in verschiedenen Fernsehserien, darunter Rauchende Colts, Westlich von Santa Fé und Bonanza. 1960 und 1961 spielte er an der Seite von John Wayne in Alamo und Die Comancheros. Danach war er in mehreren B-Movies von Roger Corman zu sehen.
Dierkes litt an einem Lungenemphysem, aufgrund dessen er ab Mitte der 1960er Jahre nur noch wenige, kleine Rollen übernehmen konnte.

## Filmografie (Auswahl)
- 1948: Macbeth – Der Königsmörder (Macbeth)
- 1950: Three Husbands
- 1951: Das Ding aus einer anderen Welt (The Thing from Another World)
- 1951: Die rote Tapferkeitsmedaille (The Red Badge of Courage)
- 1951: Die silberne Stadt (Silver City)
- 1952: Verkauft und verraten (The Sellout)
- 1952: Die Legion der Verdammten (Les Misérables)
- 1952: Schiff ohne Heimat (Plymouth Adventure)
- 1953: Mein großer Freund Shane (Shane)
- 1953: Im Wilden Westen (Death Valley Days, Fernsehserie, eine Folge)
- 1953: Geknechtet (The Vanquished)
- 1953: Abbott und Costello gegen Dr. Jekyll und Mr. Hyde (Abbott and Costello Meet Dr. Jekyll and Mr. Hyde)
- 1953: Mit der Waffe in der Hand (Gun Fury)
- 1954: Wenn die Marabunta droht (The Naked Jungle)
- 1954: Prinz Eisenherz (Prince Valiant)
- 1954: Stadt der Verdammten (Silver Lode)
- 1954: Unter zwei Flaggen (The Raid)
- 1954: Der Wind des Todes (Passion)
- 1954: Die Hölle von Silver Rock (Hell’s Outpost)
- 1955: Der Rächer vom Silbersee (Timberjack)
- 1955: Postraub in Central City (The Road to Denver)
- 1955: … und nicht als ein Fremder (Not as a Stranger)
- 1955: Verratene Frauen (Betrayed Women)
- 1955: Der letzte Indianer (The Vanishing American)
- 1956: Der Mann ohne Furcht (Jubal)
- 1956: Die erste Kugel trifft (The Fastest Gun Alive)
- 1956: Lockende Versuchung (Friendly Persuasion)
- 1956–1973: Rauchende Colts (Gunsmoke, Fernsehserie, 4 Folgen)
- 1957: Durango Kid der Rächer (Duel at Apache Wells)
- 1957: Von Rache getrieben (The Halliday Brand)
- 1957: Das Fort der mutigen Frauen (The Guns of Fort Petticoat)
- 1957: Die Totengruft des Dr. Jekyll (The Daughter of Dr. Jekyll)
- 1957: Der Sadist (Valerie)
- 1957: Tod in kleinen Dosen (Death in Small Doses)
- 1958: Im Zeichen des Bösen (Touch of Evil)
- 1958: Einer muß dran glauben (The Left Handed Gun)
- 1958: Westlich von Santa Fé (The Rifleman, Fernsehserie, 2 Folgen)
- 1958: König der Freibeuter (The Buccaneer)
- 1959: Der Galgenbaum (The Hanging Tree)
- 1959: Mit Büchse und Colt (The Oregon Trail)
- 1959: Bonanza (Fernsehserie, 1 Folge)
- 1960: Alamo (The Alamo)
- 1961: Der Besessene (One-Eyed Jacks)
- 1961: Peter Gunn (Fernsehserie, 1 Folge)
- 1961: Die Comancheros (The Comancheros)
- 1962: Lebendig begraben (The Premature Burial)
- 1962/1964: Tausend Meilen Staub (Rawhide, Fernsehserie, 2 Folgen)
- 1963: Der Mann mit den Röntgenaugen (X: The Man with the X-ray Eyes)
- 1963: Die Folterkammer des Hexenjägers (The Haunted Palace)
- 1963: Die Rache des Johnny Cool (Johnny Cool)
- 1963: Der Kardinal (The Cardinal)
- 1971: Der Omega-Mann (The Omega Man)
- 1972: Die Rache ist mein (Rage)
- 1973: Oklahoma Crude